# Katharina Nesytowa

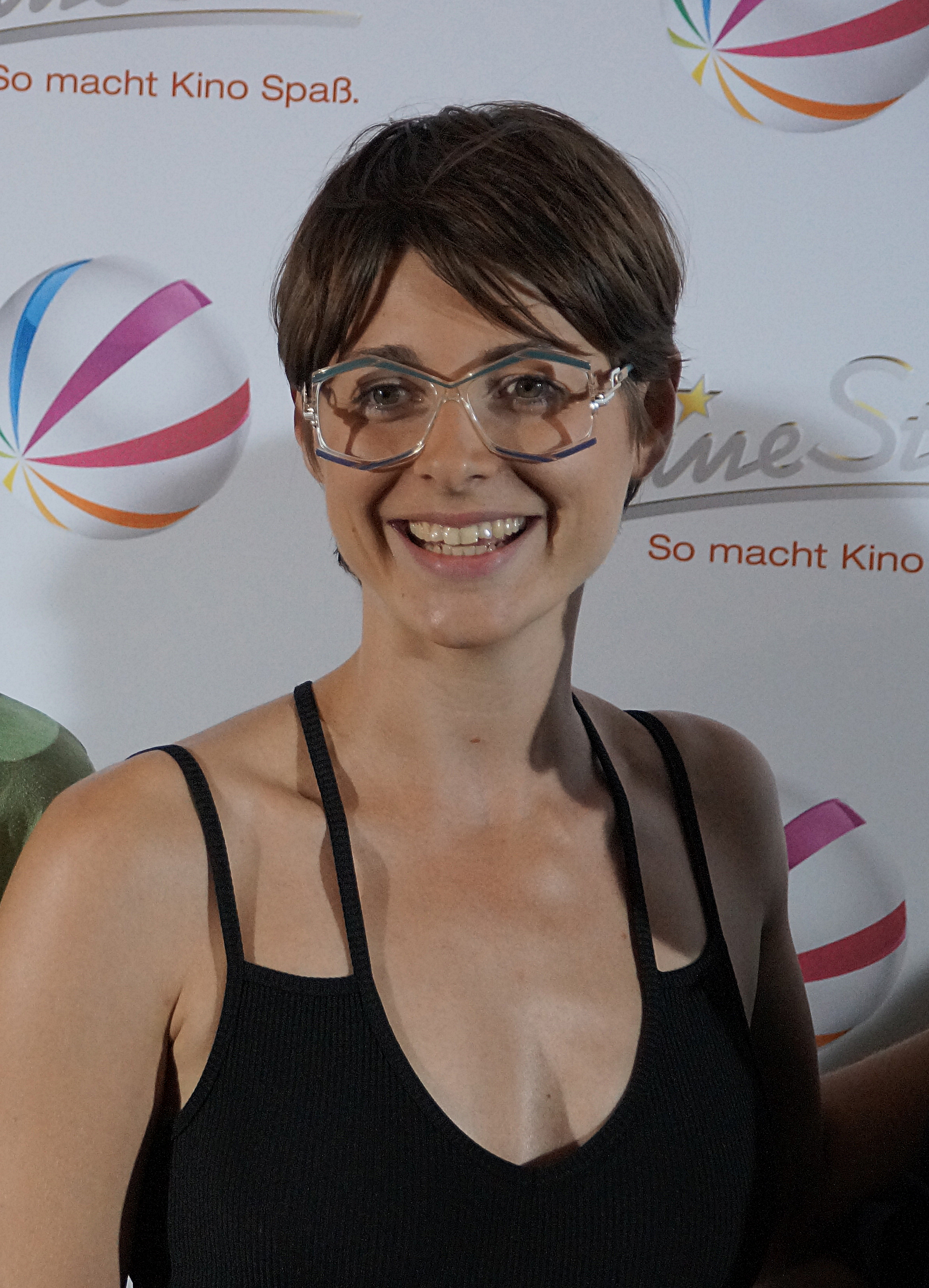
Katharina Nesytowa (2016)

Katharina Nesytowa (* 4. Januar 1985 in Ost-Berlin; auch: Katja Nesytowa) ist eine deutsch-russische Schauspielerin.

## Leben
Nesytowa wurde in Berlin-Pankow geboren, kurz nach ihrer Geburt zog ihre russische Mutter mit ihr nach Moskau, wo sie die ersten fünf Lebensjahre verbrachte. Bereits als Jugendliche war sie Mitglied in freien Theatergruppen und trat seit 2003 in Musikvideos und Werbefilmen auf. 2004 und 2005 nahm sie am Schauspielcoaching bei Achim Gebauer und Kristiane Kupfer teil. Von 2005 bis 2009 studierte sie Schauspiel an der Hochschule für Musik und Theater Hannover. Während des Studiums wirkte sie bei Theateraufführungen des Studiotheaters Hannover und des Schauspiels Hannover mit.
Ebenfalls noch als Studentin erhielt sie Rollen in Fernsehproduktionen wie Ein starkes Team und Bella Block. In Dominik Grafs 2008 gedrehter Fernsehserie Im Angesicht des Verbrechens spielte Nesytowa, die Russisch als zweite Muttersprache spricht, eine Hauptrolle als ukrainische Zwangsprostituierte Swetlana. 2011 war sie in einer Hauptrolle neben Katja Riemann und Thomas Sarbacher im Fernsehfilm Die fremde Familie von Stefan Krohmer und Daniel Nocke zu sehen. In der ZDF-Telenovela Wege zum Glück – Spuren im Sand verkörperte sie zwischen Mai und September 2012 durchgehend die Rolle der Alexandra Overbeck. Von 2015 bis 2021 spielte sie in der ARD-Serie In aller Freundschaft – Die jungen Ärzte die aus Russland stammende Fachärztin Dr. Theresa Koshka. Seit Oktober 2021 spielt Nesytowa die Hauptrolle der Rostocker Kriminalhauptkommissarin Tanja Wilken im ZDF-Krimiformat Breisgau.

## Filmografie
- 2004: A Perfect Day (Kurzfilm)
- 2005: Das Trio (Fernsehserie)
- 2007: Ein starkes Team: Blutige Ernte (Fernsehreihe)
- 2007: Bella Block: Weiße Nächte (Fernsehreihe)
- 2009: Zeit der Entscheidung (Fernsehfilm)
- 2009: Warum tanzt Ihr nicht? (Kurzfilm)
- 2010: Killerjagd. Schrei, wenn du dich traust (Fernsehfilm)
- 2010: Im Angesicht des Verbrechens (Fernsehserie)
- 2011: Die fremde Familie (Fernsehfilm)
- 2011: Der Alte (Fernsehserie; Folge: Schleichendes Gift)
- 2011: Ein starkes Team (Fernsehreihe; Folge: Gnadenlos)
- 2011: Die Rothaarige (Kurzfilm)
- 2011: Der Staatsanwalt (Fernsehserie; Folge: Käufliche Liebe)
- 2012: Heldt (Fernsehserie; Folge: Explosive Fracht)
- 2012: Bella Australia (Fernsehfilm)
- 2012: SOKO Stuttgart (Fernsehserie; Folge: Matchball)
- 2012: SOKO Wismar (Fernsehserie; Folge: Tod eines Rettungsschwimmers)
- 2012: Wege zum Glück – Spuren im Sand (Fernsehserie)
- 2013: At Once (Kurzfilm)
- 2013: Dedowtschina (Kurzfilm)
- 2013: Kommissar Stolberg (Fernsehserie; Folge: Die Unsichtbaren)
- 2013: Morden im Norden (Fernsehserie; Folge: Tod unter Palmen)
- 2013: Global Player – Wo wir sind isch vorne
- 2013: Bella Dilemma – Drei sind einer zu viel (Fernsehfilm)
- 2013: Bella Familia – Umtausch ausgeschlossen (Fernsehfilm)
- 2013: SOKO Leipzig (Fernsehserie; Folge: Messezeiten)
- 2014: Zorn – Tod und Regen (Fernsehreihe)
- 2014: Let’s go! (Fernsehfilm)
- 2014: Bella Casa – Hier zieht keiner aus! (Fernsehfilm)
- 2014: Bella Amore – Widerstand zwecklos (Fernsehfilm)
- 2015: Die Detektive (Fernsehserie; Folge: Skydiver)
- 2015–2021: In aller Freundschaft – Die jungen Ärzte (Fernsehserie)
- 2015: Zorn – Vom Lieben und Sterben
- 2015: Zorn – Wo kein Licht
- 2016: Zorn – Wie sie töten
- 2016: Volltreffer (Fernsehfilm)
- 2016: Stralsund: Schutzlos (Fernsehreihe)
- 2016: Stralsund: Vergeltung
- 2016: Helen Dorn: Die falsche Zeugin
- 2016: Die Chefin (Fernsehserie; Folge: Verräter)
- 2017: Zorn (Folge: Kalter Rauch)
- 2018: SOKO Köln (Fernsehserie; Folge: Endstation)
- 2018: SOKO Donau (Fernsehserie; Folge: Gevatter Hein)
- 2018: In friedlichen Zeiten – „Revision 1“ (Kurzfilm)
- 2018: F For Freaks (Kurzfilm)
- 2019: Der Bergdoktor (Fernsehserie; Folge: Zeitenwende)
- 2019: So weit das Meer
- 2019: Ein verhängnisvoller Plan (Fernsehfilm)
- 2020: Wolfsland: Das Kind vom Finstertor (Fernsehreihe)
- 2020: Letzte Spur Berlin (Fernsehserie; Folge: Herzdame)
- 2020: Hamilton – Undercover in Stockholm (Fernsehserie)
- 2020: Nicht tot zu kriegen (Fernsehfilm)
- 2020: Schneewittchen am See (Fernsehfilm)
- 2020, 2021: SOKO Hamburg (Fernsehserie; Folgen: Blondes Gift, Die nackte Wahrheit)
- 2020: Die Diplomatin (Fernsehserie; Folge: Tödliches Alibi)
- 2021: Wilsberg: Überwachen und belohnen (Fernsehreihe)
- 2021–2023: WIR (Fernsehserie, 24 Folgen)
- 2021: Breisgau – Bullenstall (Fernsehreihe)
- 2021: Die Heiland – Wir sind Anwalt (Fernsehserie, Folge: Gift im Garten)
- 2021: Die Luft, die wir atmen (Fernsehfilm)
- 2022: Der Feind meines Feindes (Fernsehfilm)
- 2022: Breisgau – Nehmen und Geben (Fernsehreihe)
- 2023: Ein Sommer auf Malta (Fernsehreihe)
- 2023: Die Whistleblowerin
- 2023: Fritzie – Der Himmel muss warten (Fernsehserie; Folge: Mieses Spiel)
- 2024: Der Bozen-Krimi (Fernsehserie; Folge: Geheime Bruderschaft)
- 2024: Letzte Spur Berlin (Fernsehserie; Folge: Luftschlösser)

## Theater
- 2007: Festen (Studiotheater Hannover)
- 2007: Der gute Mensch von Sezuan (Brecht) (Studiotheater Hannover)
- 2007: Creeps (Hübner) (Schauspiel Hannover)
- 2008: Peer Gynt (Ibsen) (Schauspiel Hannover)
- 2009: Unvollendete Partitur für mechanisches Klavier (Tschechow) (Studiotheater Hannover)
- 2009: Luther (Theater für Niedersachsen)
- 2012: Weltrettungsauftrag (Eisfabrik Hannover)
- 2012: Muttersprache Mameloschn (Ballhaus Naunynstraße)
- 2013: Zöpfe – Bepa, Надежда, Любовь (Wera, Nadeshda, Ljubow) (Studio Я Maxim Gorki Theater Berlin)
- 2013: Du weißt ich muss gehen (Studio Я Maxim Gorki Theater Berlin)
- 2013: RAUŞ – Neue deutsche Stücke (Studio Я Maxim Gorki Theater Berlin)
- 2014: RAUŞ – Neue deutsche Stücke (Ballhaus Naunynstraße)
- 2014: Fatzer – Eine Zeremonie (Ballhaus Ost Berlin)
- 2018: Von Tieren und anderen Menschen (Theaterbrigade Berlin, Gastspiel Ansbach)
- 2018: Will you come with me (Literarisches Colloquium Berlin)
- 2018: Attentat oder frische Blumen für Carl Ludwig (Gorki Studio Berlin)

## Auszeichnungen
- 2010: Deutscher Fernsehpreis in der Kategorie Besondere Leistung Fiktion an das Schauspielerensemble von Im Angesicht des Verbrechens: Marie Bäumer, Vladimir Burlakov, Alina Levshin, Marko Mandić, Mišel Matičević, Katharina Nesytowa, Max Riemelt und Ronald Zehrfeld